# Ана Годбърсън
Ана Годбърсън (на английски: Anna Godbersen) е американска писателка на бестселъри в жанра съвременен любовен роман и романтичен трилър.

## Биография и творчество
Ана София Годбърсън е родена на 10 април 1980 г. в Бъркли, Калифорния, САЩ, в семейство на таксиметров шофьор и художничка. Срамежливо и мечтателно дете тя обича да чете книги, особено такива, които я отвеждат в друго време и място, места на романтика и тайнствени приключения. Опитва да пише още на 12 години.
Учи английски език и творческо писане в колежа „Бърнард“ в Ню Йорк. След дипломирането си през 2003 г. започва да работи като асистент на литературния редактор на мъжкото списание „Ескуайър“. Пише седмични рецензии на книги за сайта на „The New York Times Book Review“. Под псевдоним като призрачен писател е написала няколко произведения за юноши.
През 2007 г. излиза романът ѝ „Лукс“ от поредицата „Живот на върха“. В него се разказва за пет красавици, които са на върха на социалния живот в Манхатън и Лонг Айлънд в периода от самия край на 19 век. В свят на охолство и лъжи, изискан външен вид, опасни тайни и невероятни любовни истории, те водят опасен и скандален живот. Книгата става бестселър и я прави известна.
През 2010 г. е публикувана първата книга „Тайни и мечти“ от поредицата „Богати и красиви“. Отново в Лонг Айлънд, Манхатън и на Бродуей, през 20-те години на 20 век, се развива животът, тайните и мечтите, на новите дебютантки от Средния Запад, търсещи богатство и социален престиж сред висшето общество. По поредицата се подготвя екранизацията на телевизионен сериал.
Ана Годбърсън живее със съпруга си в Грийнпойнт, Бруклин, Ню Йорк.

## Произведения

### Самостоятелни романи
- The Blonde (2013)
- When We Caught Fire (2018)
- Beautiful Wild (2020)

### Серия „Живот на върха“ (Luxe)
1. Лукс, The Luxe (2007)
2. Клюки, Rumors (2008)
3. Завист, Envy (2009)
4. Блясък, Splendor (2009)

### Серия „Богати и красиви“ (Bright Young Things)
1. Тайни и мечти, Bright Young Things (2010)
2. Обречена красота, Beautiful Days (2011)
3. Полет към бъдещето, The Lucky Ones (2012)